# Benderli Ali Bajá
Benderli Ali Bajá fue un estadista otomano, bajo el cargo de Gran visir del Imperio otomano.
Gobernó desde el 23 de marzo de 1821 hasta el 30 de abril de 1821 como gran visir del Sultán Mahmut II. Llegó a Constantinopla el 21 de abril de 1821 y gobernó, realmente, durante 9 días.
Fue ejecutado en un orden claro por el Sultán (Mahmut II).
Fue enterrado en el Cementerio de Karacaahmet en el distrito Üsküdar en Estambul.